# Microarquitectura

Microarquitectura del Nehalem de Intel.

En ingeniería de computación, la microarquitectura (a veces abreviada como µarch o uarch), también llamada como organización de la computadora, es la manera en que una arquitectura del conjunto de instrucciones (ISA, Instruction Set Architecture) se implementa en un procesador. Una ISA dada puede ser implementada con diferentes microarquitecturas.
Las implementaciones pueden variar debido a diferentes objetivos de diseño o debido a cambios en la tecnología.
La arquitectura de computadora es la combinación del conjunto de instrucciones y el diseño concreto de la microarquitectura.

## Relación del conjunto de instrucciones con la arquitectura
El conjunto de instrucciones (ISA) es más o menos lo mismo que el modelo de programación de un procesador, en la manera que es visto por un programador de lenguaje ensamblador o escritor de un compilador. La ISA incluye el modelo de ejecución, los registros del procesador, los modos de direccionamiento y los formatos de datos, entre otras cosas. La microarquitectura incluye las partes constituyentes del procesador y cómo estas se interconectan e interoperan para implementar la ISA.
La microarquitectura de una máquina se presenta generalmente como diagramas más o menos detallados que describen las interconexiones de los diferentes elementos microarquitectónicos de la máquina. Estos elementos pueden ser desde simples puertas y registros, hasta unidades aritmético-lógicas completas así como elementos más grandes. Estos diagramas suelen incluir dos rutas: el camino de datos (datapath), que es la ruta que recorren las instrucciones, operandos y resultados; y la trayectoria de control (control path), por donde viajan las señales de control, que a su vez manejan el funcionamiento del camino de datos.
Cada elemento microarquitectónico es, a su vez, representado por un diagrama esquemático que describe las interconexiones de las puertas lógicas usadas para implementarlo. Cada puerta lógica se representa por un diagrama de circuito describiendo las conexiones de los transistores usados para implementarla en alguna familia lógica particular. Esto hace que máquinas con diferentes microarquitecturas puedan tener la misma arquitectura del conjunto de instrucciones, por lo que son capaces de ejecutar los mismos programas. Se consigue seguir utilizando un mismo ISA al tiempo que se alcanzan mayores rendimientos mediante nuevas microarquitecturas y/o soluciones de circuitos, así como con avances en la fabricación de semiconductores.
Lo que se consigue con esto es que una sola microarquitectura pueda ejecutar diferentes ISA haciendo cambios menores al microcódigo.
Una microarquitectura describe, entre otros:
- el nombre de las etapas del cauce segmentado y su tamaño,
- el número y tipo de memorias caché,
- la existencia de un renombre de registros,
- de una unidad de ejecución desordenada,
- de una unidad de predictor de saltos.

La microarquitectura y la arquitectura de conjunto de instrucciones conforman la arquitectura de una computadora.

## Aspectos de la microarquitectura
El camino de datos segmentado (pipelined datapath) es el diseño más común de camino de datos en la microarquitectura de hoy. Esta técnica se usa en la mayoría de los microprocesadores, microcontroladores, y DSPs modernos. La arquitectura segmentada permite solapar diferentes instrucciones durante la misma ejecución, siendo algo muy similar a la línea de montaje de una fábrica. La segmentación incluye varias etapas fundamentales en diseños de las microarquitecturas, como pueden ser la lectura de la instrucción (fetch), la descodificación de la instrucción, la ejecución y la escritura (write back) de los resultados. Algunas arquitecturas incluyen otras etapas tales como acceso a la memoria. El diseño de los cauces segmentados es una de las tareas centrales de la microarquitectura.
Las unidades de ejecución son también esenciales para la microarquitectura. Estas unidades incluyen las unidades aritmético lógicas (ALU), las unidades de coma flotante (FPU), las unidades de la lectura/escritura (load/store), la predicción de bifurcación, y SIMD. Estas unidades realizan las operaciones o los cálculos del procesador. La selección del número de unidades de ejecución, su latencia y rendimiento es otra de las tareas centrales del diseño microarquitectónico. El tamaño, latencia, el rendimiento y la conectividad de las memorias dentro del sistema son también decisiones de dicho diseño.
Las decisiones de diseño a nivel de sistema tales como incluir o no periféricos como controladores de memoria también pueden considerarse como partes del proceso de diseño microarquitectónico. Esto incluye decisiones sobre el nivel de desempeño y la conectividad de dichos periféricos.
A diferencia del diseño arquitectónico, donde lo que se pretende es lograr un nivel de desempeño óptimo, el diseño microarquitectónico presta una atención más cercana a otras necesidades. Puesto que las decisiones de diseño microarquitectónico afectan directamente a lo que va dentro de un sistema, se debe prestar atención a cosas como:
- Área/coste del chip
- Consumo de energía
- Complejidad de la lógica
- Facilidad de la conectividad
- Facilidad de fabricación
- Facilidad de la depuración
- Facilidad de hacer pruebas

## Conceptos microarquitectónicos
Todas las CPU, así como las implementaciones de microprocesadores en un simple chip o multichips en general, ejecutan los programas realizando los siguientes pasos:
1. Se lee una instrucción
2. Se decodifica la instrucción
3. Se encuentra cualquier dato asociado que sea necesario para procesar la instrucción
4. Se procesa la instrucción
5. Se escriben los resultados

Esta serie de pasos, simple en apariencia, se complican debido a la jerarquía de memoria, en la que se incluye la memoria caché, la memoria principal y el almacenamiento no volátil como pueden ser los discos duros, (donde se almacenan las instrucciones y los datos del programa), que son más lentos que el procesador en sí mismo. Con mucha frecuencia, el paso (2) origina un retardo muy largo (en términos de ciclos de CPU) mientras los datos llegan en el bus del computador. De hecho, se sigue investigando intensamente sobre la forma crear diseños que eviten estos retardos tanto cuanto sea posible. Durante muchos años, una de las metas principales del diseño microinformático ha sido la de ejecutar el mayor número posible de instrucciones en paralelo, aumentando así la velocidad efectiva de ejecución de un programa. Al principio, estos esfuerzos crearon estructuras lógicas y de circuito bastante complejas. De hecho, en un principio estas técnicas solo podían implementarse en costosos mainframes y supercomputadores debido a la cantidad de circuitería necesaria para realizarlas. No obstante, estas técnicas han podido implementarse en chips semiconductores cada vez más pequeños a medida que la fabricación de estos fue progresando y avanzando, lo que ha abaratado notablemente su costo.
Algunas técnicas microarquitectónicas comunes en los CPU modernos son:
- Selección del conjunto de instrucciones
- Entubado de instrucciones (Instruction pipelining)
- Memoria caché
- Predicción de bifurcación
- Superescalar
- Ejecución fuera de orden
- Renombrado de registros
- Multiprocesamiento y multihilo

## Lectura adicional
- D. Patterson and J. Hennessy (2 de agosto de 2004). Computer Organization and Design: The Hardware/Software Interface. Morgan Kaufmann Publishers, Inc. ISBN 1558606041.
- V. C. Hamacher, Z. G. Vrasenic, and S. G. Zaky (2 de agosto de 2001). Computer Organization. McGraw-Hill. ISBN 0072320869.
- William Stallings (15 de julio de 2002). Computer Organization and Architecture. Prentice Hall. ISBN 0130351199.
- J. P. Hayes (3 de septiembre de 2002). Computer Architecture and Organization. McGraw-Hill. ISBN 0072861983.
- Gary Michael Schneider (1985). The Principles of Computer Organization. Wiley. pp. 6–7. ISBN 0471885525.
- M. Morris Mano (19 de octubre de 1992). Computer System Architecture. Prentice Hall. p. 3. ISBN 0131755633.
- Mostafa Abd-El-Barr and Hesham El-Rewini (3 de diciembre de 2004). Fundamentals of Computer Organization and Architecture. Wiley-Interscience. p. 1. ISBN 0471467413.
- IEEE Computer Society
- PC Processor Microarchitecture Archivado el 7 de junio de 2011 en Wayback Machine.
- Computer Architecture: A Minimalist Perspective - book webpage